# Целіївська сільська рада
Целі́ївська сільська́ ра́да — адміністративно-територіальна одиниця та орган місцевого самоврядування в Гусятинському районі Тернопільської області. Адміністративний центр — село Целіїв.

## Загальні відомості
- Територія ради: 21,57 км²
- Населення ради: 1 248 особи (станом на 2015 рік)
- Територією ради протікає річка Тайна

## Населені пункти
Сільській раді підпорядковані населені пункти:
- с. Целіїв

## Склад ради
Рада складається з 16 депутатів та голови.
- Голова ради: Вальчишин Михайло Павлович
- Секретар ради: Петренко Галина Михайлівна

### Керівний склад попередніх скликань
| Прізвище, ім'я, по батькові | Основні відомості                                                                     | Дата обрання | Дата звільнення |
| --------------------------- | ------------------------------------------------------------------------------------- | ------------ | --------------- |
| Вальчишин Михайло Павлович  | Сільський голова, 1962 року народження, освіта вища, член Української Народної Партії | 26.03.2006   | 31.10.2010      |
| Вальчишин Михайло Павлович  | Сільський голова, 1962 року народження, освіта вища, безпартійний                     | 31.10.2010   |                 |

Примітка: таблиця складена за даними сайту Верховної Ради України

### Депутати
За результатами місцевих виборів 2010 року депутатами ради стали:

#### За суб'єктами висування
| Суб'єкт висування | Кількість обраних депутатів | %   |
| ----------------- | --------------------------- | --- |
| Самовисування     | 16                          | 100 |

#### За округами
| № округу | Прізвище, ім'я, по батькові   | Дата визнання обраним | Освіта             | Партійна приналежність | Відомості про обраного депутата                         |
| -------- | ----------------------------- | --------------------- | ------------------ | ---------------------- | ------------------------------------------------------- |
| 1        | Соколовський Назар Михайлович | 01.11.2010            | вища               | позапартійний          | Чотрківський інститут підприємництва і бізнесу, студент |
| 2        | Возьний Ігор Михайлович       | 01.11.2010            | середня спеціальна | позапартійний          | тимчасово не працює                                     |
| 3        | Петренко Галина Михайлівна    | 01.11.2010            | вища               | позапартійна           | тимчасово не працює                                     |
| 4        | Борщик Олена Володимирівна    | 01.11.2010            | вища               | позапартійна           | тимчасово не працює                                     |
| 5        | Осарчук Мирон Степанович      | 01.11.2010            | середня спеціальна | позапартійний          | тимчасово не працює                                     |
| 6        | Борщик Микола Антонович       | 01.11.2010            | середня спеціальна | позапартійний          | Целіївський фельдшерсько-акушерський пункт, завідувачка |
| 7        | Шовдра Лілія Іллівна          | 01.11.2010            | вища               | позапартійна           | тимчасово не працює                                     |
| 8        | Малькут Ігор Ярославович      | 01.11.2010            | середня            | позапартійний          | тимчасово не працює                                     |
| 9        | Дзядович Галина Степанівна    | 01.11.2010            | середня            | позапартійна           | ФГ НВО «Мрія», сезонний працівник                       |
| 10       | Чорна Марія Йосипівна         | 01.11.2010            | середня спеціальна | позапартійна           | Целіївська сільська рада, землевпорядник                |
| 11       | Голдун Ганна Казимирівна      | 01.11.2010            | середня спеціальна | позапартійна           | Гусятинський територіальний центр, соціальний працівник |
| 12       | Шмигельський Любомир Петрович | 01.11.2010            | середня спеціальна | позапартійний          | Мишківський фельдшерсько-акушерський пункт, завідувачка |
| 13       | Николишин Тетяна Василівна    | 01.11.2010            | середня спеціальна | позапартійна           | Целіївська сільська рада, головний бухгалтер            |
| 14       | Осарчук Степан Васильович     | 01.11.2010            | середня спеціальна | позапартійний          | тимчасово не працює                                     |
| 15       | Яра Валентина Михайлівна      | 01.11.2010            | вища               | позапартійна           | Целіївська загальноосвітня школа І-ІІ ст., вчитель      |
| 16       | Фірман Михайло Степанович     | 01.11.2010            | середня спеціальна | позапартійний          | тимчасово не працює                                     |